# Vasul Gundestrup

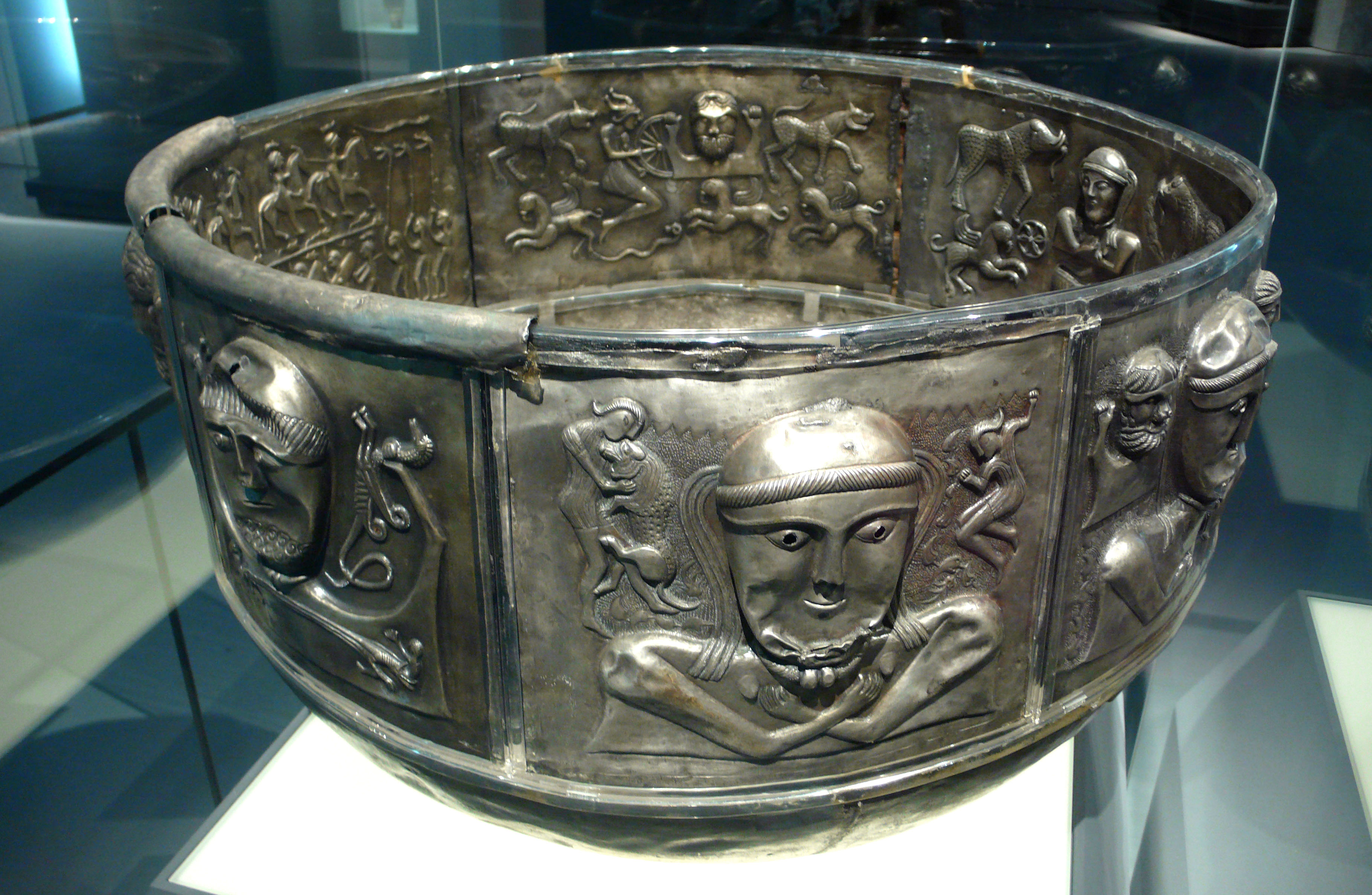
Vasul de la Gundestrup

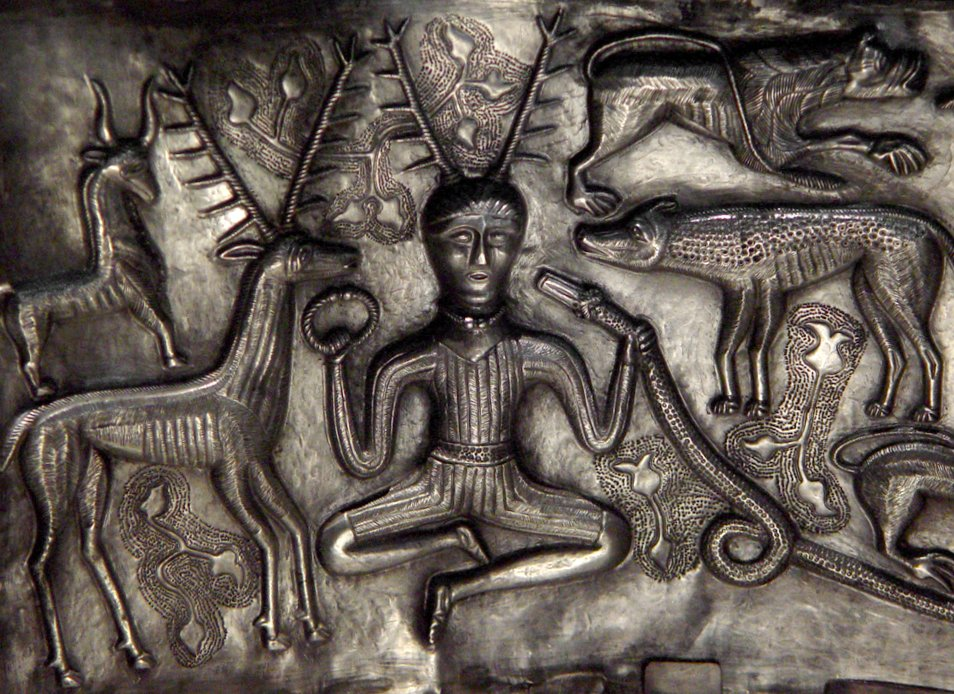
Detaliu cu un om înconjurat de animale de pe Vasul de la Gundestrup

Vasul de la Gundestrup (sau cazanul de la Gundestrup) este un vas de argint, bogat decorat, datat ca fiind din secolul I î.Hr., plasându-se la sfârșitul perioadei La Tène.
A fost descoperit în 1891 într-o turbărie de lângă cătunul Gundestrup, Himmerland, Danemarca (56°49′N 9°33′E / 56.817°N 9.550°E). Acest vas se găsește acum în Muzeul Național al Danemarcei de la Copenhaga (cu o replica în Muzeul National din Irlanda de la Dublin.